# Janice Rand
Asistenta (sau secretara) de căpitan Janice Rand, interpretată de actrița americană Grace Lee Whitney (vezi ), este un personaj din serialul de televiziune științifico-fantastic Star Trek: Seria originală. Ulterior Janice Rand apare în mai multe filme Star Trek precum și într-un episod din serialul Star Trek: Voyager. 